# Воробьёв, Валерий Павлович
Вале́рий Па́влович Воробьёв (род. 19 октября 1945) — советский и российский дипломат, доктор юридических наук, специалист в области конституционного права стран Ближнего Востока. Чрезвычайный и полномочный посол (2015). Член Союза писателей России.

## Биография
Окончил факультет международных отношений МГИМО МИД СССР (1970). Доктор юридических наук (2002), профессор. Владеет ивритом, арабским, французским, немецким и английским языками.
На дипломатической службе с 1980 года. В 1978—1980 годах — декан МГИМО.
- С 21 апреля 1997 по 22 августа 2000 года — чрезвычайный и полномочный посол Российской Федерации в Чаде[1][2].
- В 2000—2012 годах — проректор по кадрам МГИМО (Университета) МИД России, профессор кафедры конституционного права.
- В 2012—2013 годах — заведующий кафедрой конституционного права МГИМО (У) МИД России.
- С 4 июля 2013 года по 24 апреля 2018 года — чрезвычайный и полномочный посол Российской Федерации в Марокко[3][4].

## Награды
- Медаль ордена «За заслуги перед Отечеством» II степени
- Медаль «За трудовое отличие»
- Орден Дружбы народов (Монголия)
- Национальный орден (Чад)
- Почётный работник Министерства иностранных дел Российской Федерации.
- Заслуженный деятель науки Российской Федерации (19 октября 2009)[5].

## Дипломатический ранг
- Чрезвычайный и полномочный посланник 2 класса (21 апреля 1997)[6].
- Чрезвычайный и полномочный посланник 1 класса (5 декабря 2013)[7].
- Чрезвычайный и полномочный посол (22 декабря 2015)[8].

## Семья
Женат, имеет двух дочерей и внука.

## Публикации
В. П. Воробьёв имеет многочисленные работы в области конституционного права стран Ближнего Востока, в том числе монографии:
- Политическая и государственная система НДРЙ. — М.: Наука, 1978.
- Правовые основы образования Государства Израиль. Учебное пособие. — М.: МГИМО, 2000.
- Государство Израиль: правовые основы возникновения и статус личности. — М., 2001.
- Государство Израиль: политическое устройство, право и статус личности (на иврите). — Иерусалим: Гешарим, 2002.
- Высшие органы власти Государства Израиль. — М.: МГИМО, 2002.
- Конституционно-правовая система Государства Израиль. — М.: Национальное обозрение, 2002.
- Конституционно-правовая система Государства Израиль. — Хайфа: Мобет, 2006 (2-е издание).
- Израильский парламентаризм: конституционно-правовой анализ. — М.: МГИМО, 2006 (соавтор — И. А. Чайко).
- Верховный суд в конституционно-правовой системе Государства Израиль. — М.: МГИМО, 2008 (соавтор — Е. В. Воробьёва).
- Болезни государства (диагностика патологий системы государственного управления и права). — М.: МГИМО, 2009 (соавтор — С. Я. Куриц).
- Верховный суд в конституционно-правовой системе США. — М.: 2010 (соавтор — С. А. Хаустов).
- Политические партии Государства Израиль. Конституционно-правовые основы. — М.: МГИМО, 2010 (соавтор — Д. Р. Бостоганашвили).
- Конституционно-правовой статус человека и гражданина в Швейцарской Конфедерации. — М.: МГИМО, 2010 (В. П. Воробьёв, О. Н. Литвинюк; под ред. Ю. И. Лейбо).
- Болезни государства (диагностика патологий системы государственного управления и права. — М.: Национальное обозрение, 2010 (соавтор — С. Я. Куриц, 2-е издание, исправленное и дополненное).